# Pierre-Charles Alexandre Louis
Pierre-Charles Alexandre Louis (Ay, 14 aprile 1787 – Parigi, 22 agosto 1872) è stato un medico, patologo e statistico francese.
Si oppose alla pratica del salasso dimostrandone l'inefficacia terapeutica grazie all'uso del metodo numerico avviando così la nascita della statistica medica.

## Biografia
Suo padre era un mercante di vini nella regione dello Champagne-Ardenne, morì quando Louis aveva la tenera età di sei anni, da allora egli trascorse l'infanzia senza eventi particolari; dopo aver abbandonato gli studi giuridici, studiò medicina prima a Reims e poi, durante il periodo napoleonico, a Parigi, quando la scuola stabilì una tradizione di insegnamento incentrato sulla pratica ospedaliera, introducendo metodi clinici basati su una correlazione sistematica di sintomi e lesioni attraverso esame fisico ed autopsia.
Louis ricevette il dottorato nel 1813 e si recò poco dopo in Russia, dove esercitò per sette anni con successo. Essendosi guadagnato in questi anni di lavoro in Russia una situazione economica agiata ed indipendente, poté tornare in Francia per dedicarsi interamente al lavoro ospedaliero, alla raccolta dei dati, alla cura dei suoi pazienti, e all'analisi delle proprie attività. Grazie al suo amico Auguste François Chomel ottenne incarichi alla Hôpital de la Charité e all'Hôtel-Dieu.
Fu il più famoso insegnante di medicina clinica a Parigi, il più importante centro mondiale di studi medici. Ebbe soprattutto studenti stranieri tra cui spicca Sir William Osler.
Espose la sua filosofia dell'osservazione attraverso la Société d'Observation Médicale, che fondò nel 1832, e del quale fu per molto tempo presidente. Scrisse numerose opere sviluppò un nuovo metodo d'indagine noto come "il metodo numerico".
Visse più a lungo della maggior parte dei suoi amici e sopravvisse al suo unico figlio, trascorrendo l'ultimo decennio in uno stato si ritiro malinconico, finché non sopraggiunse la morte il 22 agosto 1872 a Parigi.

### Il personaggio
Louis, spinto dal forte senso di insoddisfazione e di inutilità, provato durante una grave epidemia di difterite, si convinse che alla medicina mancavano ancora sufficienti conoscenze diagnostiche e terapeutiche e guidato dalla cautela che caratterizza molte sue opere, decise di provvedere al miglioramento di tale scienza fornendole un proprio contributo: fece emergere il suo carattere prudente e metodico e lo applicò allo studio delle varie malattie dando vita al metodo numerico usato soprattutto per una valutazione delle terapie.

## Metodo numerico
(Pierre-Charles Alexandre Louis,Recherches sur les effets de la saignéè dans quelques maladies inflammatoires.)
Louis non amava le ipotesi affermava che i fatti non hanno valore se non sono espressi con dati numerici, tale approccio chiamato metodo numerico, non solo influenzò il suo giudizio sulle terapie ma anche la sua intera visione della medicina.
L'accesso ai grandi ospedali gli fornì molto materiale clinico, poi raccolto in tre monografie esaurienti sulle malattie che più lo interessavano.
Il metodo seguito era in ogni caso lo stesso e consisteva in un'analisi critica, basata su numerosi casi, dell'anatomia patologica, dei sintomi e delle terapie. Il suo lavoro era sistematico e metodico, riferendosi a più di cinquemila autopsie.
Louis dispose in tavole sinottiche sintomi e segni, stabilendo rapporti con i risultati delle autopsie e riassumendo praticamente tutto ciò che era noto a proposito della malattia.
La affrontò come un dato di fatto, senza indagare sulle cause, ma riconobbe l'incidenza di misere condizioni di vita nel suo propagarsi. Ritenne che tutte le terapie, sia nuove, sia vecchie, dovessero essere sottoposte ad analisi numerica.
Tale proposta comportava la necessità di registrare i dati di numerose prove, l'analisi di variabili individuali e un giudizio sull'efficienza delle terapie attraverso un paragone con il decorso naturale delle malattie.
In pratica Louis, attraverso l'osservazione e il conteggio, metodici e accurati, di un grande numero di casi clinici, cercava di mettere in evidenza ciò che li accomunava al di là delle differenze individuali.

## Opere maggiori
Louis scrisse tre importanti monografie: Recherches anatomico-pathologiques sur la phthisie, Recherches anatomiques, pathologiques et thérapeutiques sur la maladie connue sous les noms de fièvre typhoïde, putride, adynamiques etc., Anatomical, Pathological, and Therapeutic Researches on the Yellow Fever of Gibraltar of 1828 e un saggio: Recherches sur les effets de la saignéè dans quelques maladies inflammatoires.

### Recherches anatomico-pathologiques sur la phthisie
Pubblicata nel 1825 solo in lingua francese, questa è la prima monografia di Louis.
Tale opera non si scostava troppo dalla tradizione dei suoi grandi predecessori Gaspard Laurent Bayle e  René Laennec: Louis riconobbe il valore dello stetoscopio ma il suo lavoro, che pur seguiva le idee di Laennec sulla tisi, era organizzato sulla base del metodo numerico. con dati catalogati in modo da riassumere le conoscenze della malattia al fine di metterle in relazione con i sintomi senza, però, indagare sulle cause. L'opera fu poi rivisitata dallo stesso Louis il quale nella seconda edizione del 1843 inserì inoltre molte informazioni basate sull'osservazione microscopica della formazione del tubercolo.

### Recherches anatomiques, pathologiques et thérapeutiques sur la maladie connue sous les noms de fièvre typhoïde, putride, adynamiques etc.
Venne pubblicata nel 1829. Come nella precedente, Louis si basò in parte sui lavori dei suoi predecessori, ma aggiunse le proprie osservazioni dettagliate, e fu così in grado di fornire una descrizione esauriente della febbre tifoide. Egli fondò tale descrizione su una conbimazione di risultati clinici e sui cambiamenti patologici che normalmente avvengono nella milza, nelle ghiandole mesenteriche e nelle Placche di Peyer. Louis era convinto che la Febbre tifoide fosse una malattia contagiosa e notò come ne cadessero vittime molti giovani appena arrivati a Parigi Come sempre sottolineò la necessità di raccogliere dati statistici sufficienti prima di esprimere un giudizio sulla malattia.

### Anatomical, Pathological, and Therapeutic Researches on the Yellow Fever of Gibraltar of 1828
La terza monografia che Louis dedicò a una malattia non fu mai pubblicata in francese, ma esclusivamente in inglese, ad opera di uno dei suoi allievi americani G.C. Shattuck dopo undici anni dalla stesura. In questa monografia Louis si occupò personalmente dell'epidemia, con la collaborazione di Armand Trousseau e di altri, per stabilirne il corso clinico-patologico. Non volle esprimersi sulle cause e si limitò a notare i fatti stabiliti; discusse però brevemente la questione se la malattia fosse contagiosa e concluse che probabilmente non lo era.

### Recherches sur les effets de la saignéè dans quelques maladies inflammatoires
Questo saggio risulta essere una raccolta di articoli pubblicati intorno al 1830 attraverso i quali Louis cercò di introdurre il rigore del metodo numerico anche nel campo terapeutico.

## Louis e i salassi
Grazie all'uso del metodo numerico. Louis tentò di stabilire quali effetti il momento del salasso e la quantità di sangue tolto avessero sul corso di tre diverse malattie infiammatorie quali: polmonite, erisipela della faccia e angina tonsillare. Non concluse, come a volte è stato suggerito, che la pratica del salasso dovesse essere abbandonata, ma dimostrò che sul decorso naturale aveva un'efficacia molto minore di quanto si pensasse generalmente.
Louis criticò soprattutto François Broussais forte sostenitore dell'idea che il salasso, specialmente quello praticato con l'uso di sanguisughe, valesse per la maggior parte delle malattie. Louis e Broussais rappresentarono infatti due estremi opposti: il primo con un approccio patologico alle malattie, il secondo con uno fisiologico; Louis era estremamente cauto nella proposta di terapie, Broussais era determinato e aggressivo; la prudenza di Louis infine contrastava con la fertile immaginazione del suo oppositore. I due studiosi attirarono anche differenti tipi di studenti; la celebrità di Broussais durò poco, nonostante il valore di molte delle sue idee; il contributo di Louis, invece, era più solido. Ciononostante il suo metodo numerico non costituì una soluzione per tutti i problemi delle medicina e venne criticato, a sua volta, per l'eccessiva ingenuità e per l'incapacità di apprezzare la scienza opposta cioè quella sperimentale. Louis dovette così vedere come il suo metodo divenisse solo uno dei vari modi per affrontare i problemi medici.